# Sengoku burai
Pour plus de détails, voir Fiche technique et Distribution.
Sengoku burai (戦国無頼, litt. « Les Vauriens de l'époque Sengoku ») est un film japonais réalisé par Hiroshi Inagaki, sorti en 1952.

## Synopsis
Japon, automne 1573. Le Château d'Odani du clan Azai est assiégé par l'armée d'Oda Nobunaga. Trois soldats du camp assiégé connaissent des fortunes diverses. Sasa Hayatenosuke ne peut se résoudre à faillir à son devoir malgré les suppliques de Kano, la femme qu'il aime. Hayatenosuke promet de tout faire pour survivre à l'affrontement à venir et confie Kano à Tachibana Jurota un soldat un peu couard qui ne veut pas mourir au combat et tous deux s’enfuient du château la nuit précédant la bataille décisive. Le lendemain l'armée du clan Azai est défaite, Kagami Yakeiji est fait prisonnier mais parvient à tuer son geôlier et à s'enfuir. Sasa Hayatenosuke est quant à lui blessé au combat. Il est recueilli et soigné par Oryo, qui avec son père est à la tête d'une bande de pillards qui dépouille les soldats tués au combat.

## Fiche technique
- Titre original : Sengoku burai (戦国無頼?)
- Réalisation : Hiroshi Inagaki

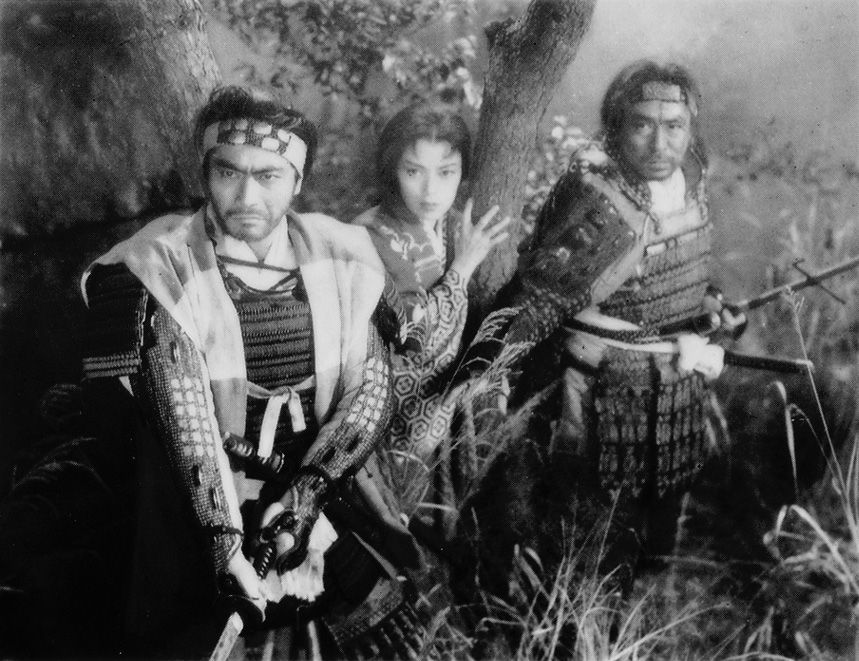
De g. à d. : Toshirō Mifune, Shirley Yamaguchi et Danshirō Ichikawa dans Sengoku burai (1952).

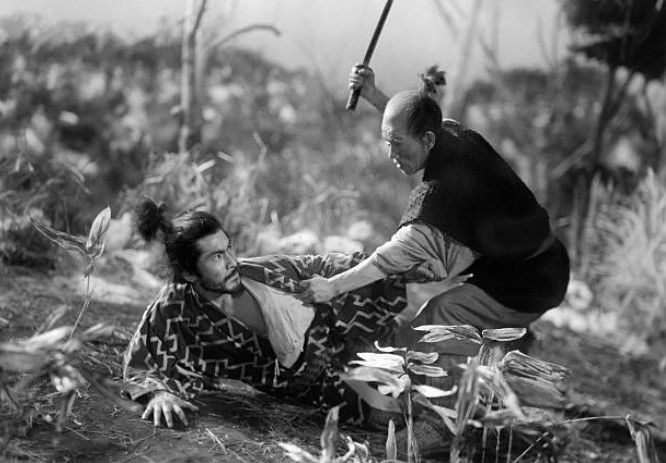
Toshirō Mifune et Eijirō Tōno dans Sengoku burai (1952).

- Scénario : Hiroshi Inagaki et Akira Kurosawa d'après le roman homonyme de Yasushi Inoue paru en feuilleton dans le Sunday Shinbun[2]
- Photographie : Tadashi Iimura
- Montage : Shintarō Miyamoto
- Décors : Takeo Kita (ja)
- Musique : Ikuma Dan
- Producteur : Tomoyuki Tanaka
- Société de production : Tōhō
- Pays d'origine :  Japon
- Langue originale : japonais
- Format : noir et blanc - 1,37:1 - 35 mm - son mono
- Genres : aventure - jidai-geki - chanbara
- Durée : 105 minutes (métrage : 14 bobines - 3 692 m[3])
- Date de sortie :
  - Japon : 22 mai 1952[3]

## Distribution
- Toshirō Mifune : Sasa Hayatenosuke
- Rentarō Mikuni : Tachibana Jurota
- Danshirō Ichikawa (ja) : Kagami Yakeiji
- Shirley Yamaguchi : Oryo
- Shinobu Asaji (ja) : Kano
- Takashi Shimura : Soji
- Eijirō Tōno : Toju, le père d'Oryo
- Yoshio Kosugi
- Kokuten Kōdō
- Eiko Miyoshi
- Haruo Nakajima

## Distinction
- Sengoku burai est présenté en compétition lors du festival du film de Berlin 1953[4].